# António Eduardo Pereira dos Santos
António Eduardo Pereira dos Santos, noto semplicemente come Kanu (Salvador, 13 maggio 1984), è un calciatore brasiliano, difensore della Jacuipense.